# 백봉초등학교 (경기)
백봉초등학교는 대한민국 경기도 용인시 처인구에 있는 공립 초등학교이다.

## 학교 연혁
- 1950년 2월 1일 백암국민학교 백봉분교장 인가
- 1953년 7월 16일 백봉국민학교 승격
- 1953년 11월 30일 초대 김만섭 교장 취임
- 1955년 3월 8일 제1회 졸업식
- 1969년 10월 1일 2개 교실 신축
- 1985년 9월 2일 병설유치원 개원(1학급)
- 1991년 12월 12일 교실개축(교실2, 교장실, 중앙통로)
- 1996년 2월 29일 교실(2), 세척실 신축
- 1996년 3월 1일 백봉초등학교로 개명
- 2007년 3월 1일 특수학급 편성
- 2014년 9월 1일 제20대 김영학 교장 취임
- 2015년 2월 13일 제61회 졸업식(졸업생수 11명, 총 졸업생 누계 2364명)
- 2015년 3월 1일 초등 6학급(특수 1), 병설유치원 1학급 편성

## 참고 자료
- 백봉초등학교 - 한국교육학술정보원 학교알리미